# سیوکورو مانابه
سیوکورو «سوکی» مانابه (真鍋 淑郎 Manabe Shukurō, زاده ۲۱ سپتامبر ۱۹۳۱) هواشناس و اقلیم‌شناس ژاپنی-آمریکایی و از پیشگامان استفاده از رایانه برای شبیه‌سازی تغییرات آب و هوایی جهانی و تغییرات طبیعی آب و هوا شد. وی نیمی از جایزه نوبل فیزیک ۲۰۲۱ را به همراه کلاوس هاسلمان و جورجیو پاریسی به دلیل مشارکت‌های پیشگامانه در «مدل‌سازی فیزیکی آب و هوای زمین، اندازه‌گیری تغییرات و پیش‌بینی قابل اطمینان گرمایش زمین» دریافت کرد.

## اوایل زندگی

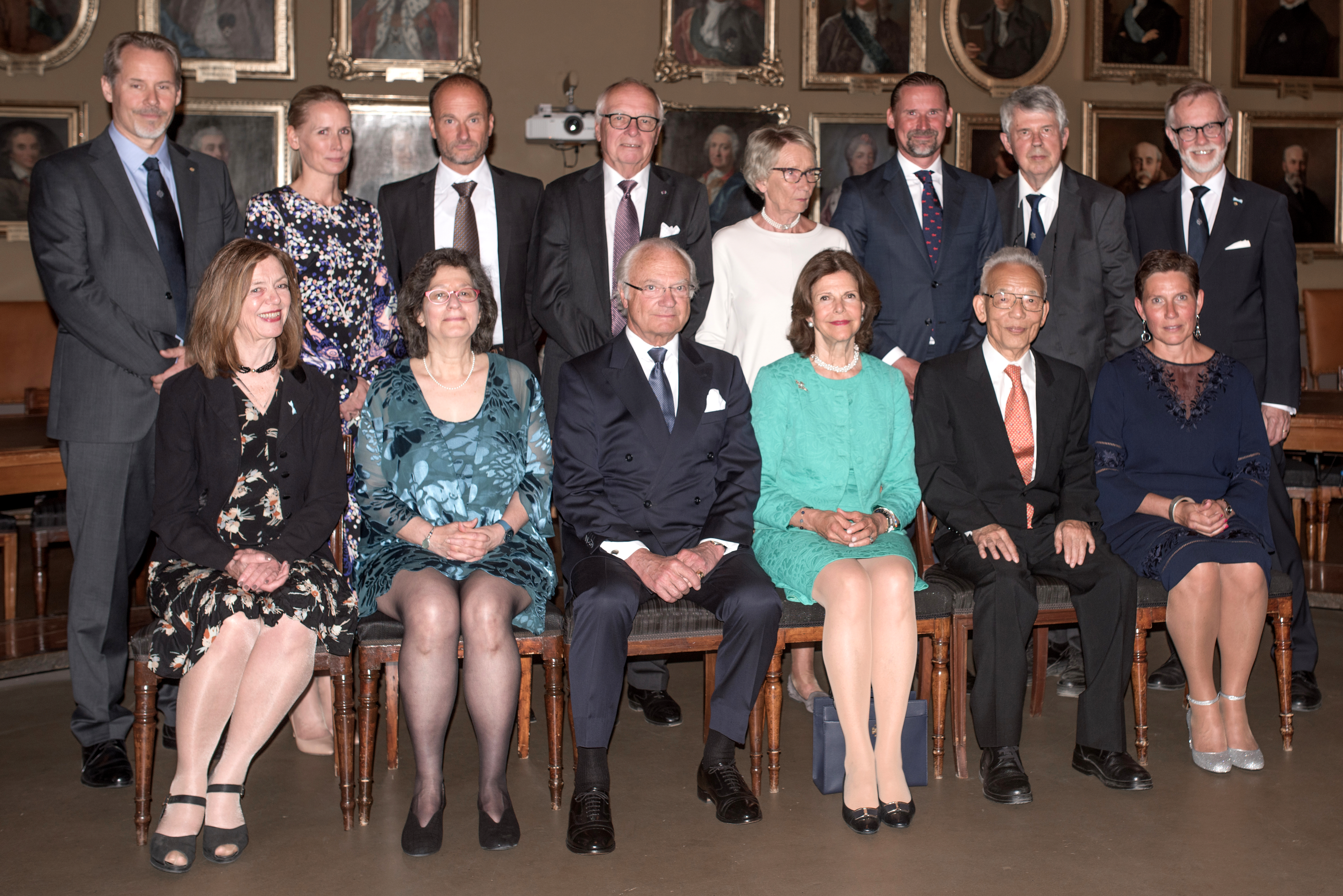
مانابه جایزه کرافورد در علوم زمین را به همراه سوزان سلیمان در سال ۲۰۱۸ دریافت کرد.

مانابه متولد ۱۹۳۱ در روستای شینریتسو، منطقه اوما، استان اهیمه، ژاپن است. پدربزرگ و پدرش پزشک بودند و تنها کلینیک روستا را اداره می‌کردند. منابه تحصیلاتش را در دبیرستان میشمه استان اهیمه گذراند. هنگامی که او در دانشگاه توکیو پذیرفته شد، خانواده او انتظار داشتند که او پزشکی بخواند. اما او به تیم تحقیقاتی شیگکتا شونو (۱۹۱۱-۱۹۶۹) پیوست و در رشته هواشناسی تحصیل کرد.

## حرفه
سیوکورو مانابه استاد هواشناسی و اقلیم‌شناسی در دانشگاه پرینستون آمریکاست.

## جوایز و افتخارات
مانابه عضو آکادمی ملی علوم ایالات متحده و عضو خارجی آکادمی ژاپن، آکادمی اروپا و انجمن سلطنتی کانادا است.
در سال ۲۰۱۸، مانابه جایزه کرافورد در علوم زمین را به همراه سوزان سلیمان «به دلیل مشارکت اساسی در درک نقش گازهای ردیابی جوی در سیستم آب و هوایی زمین» دریافت کرد.

### جایزه نوبل
در سال ۲۰۲۱، مانابه جایزه نوبل فیزیک را «برای مدل‌سازی فیزیکی آب و هوای زمین، اندازه‌گیری تغییرات و پیش‌بینی قابل اطمینان گرمایش زمین» دریافت کرد. شوجی ناکامورا، برنده جایزه نوبل فیزیک ۲۰۱۴ که همچنین از استان اهیمه است و به ایالات متحده مهاجرت کرده بود، ۶ اکتبر به وی تبریک گفت.
آکادمی علوم سوئد در بیانیه‌ای گفت: «سیوکورو مانابه و کلاوس هاسلمان زیربنای شناخت ما از وضعیت اقلیمی کره زمین و تأثیر فعالیت‌های بشر بر آن را بنا کردند و جورجیو پاریزی در تبیین فرضیه‌های مربوط به تلاطم ظاهراً نامنظم در سامانه‌های فیزیکی نقش تعیین‌کننده‌ای ایفا کرده‌است.»